# Tchitinka
La Tchitinka (en russe : Читинка), aussi appelée Tchita, est une rivière du kraï de Transbaïkalie en Russie.
Affluent gauche de l'Ingoda, dans le bassin versant de l'Amour, elle mesure 210 kilomètres de long et possède un bassin versant de 4 200 kilomètres carrés. La rivière prend sa source dans les monts Iablonovy, puis coule dans une direction sud-sud-ouest, jusqu'à ce qu'elle rejoigne l'Ingoda dans la ville de Tchita.

## Description
La rivière est fortement polluée, notamment par le ruissellement de la ville de Tchita. Dans les années qui ont suivi l'éclatement de l'Union soviétique, un grand nombre de maisons de vacances (datchas) ont été construites le long de la rivière. Ceci, combiné aux remblais et au redressement des méandres de la rivière et à d'autres aménagements du lit, a rendu la rivière plus étroite et provoqué une augmentation des niveaux d'eau. De ce fait, le risque d'inondation au printemps a considérablement augmenté.